# Plexippoides subvalidus
Espèce
Plexippoides subvalidus est une espèce d'araignées aranéomorphes de la famille des Salticidae.

## Distribution
Cette espèce est endémique du Hunan en Chine,. Elle se rencontre dans le xian de Guidong.

## Description
Le mâle holotype mesure 7,33 mm et la femelle paratype 7,99 mm.

## Systématique et taxinomie
Cette espèce a été décrite par Zhou, Li, Wang et Liu en 2023.

## Publication originale
- Zhou, Li, Wang & Liu, 2023 : « A new species of jumping spider and a supplement to the female of Thyene yuxiensis Xie & Peng, 1995 from China (Araneae: Salticidae). » Life Science Research, vol. 27, no 6, p. 539-543.